# The Substance
The Substance è un film del 2024 scritto e diretto da Coralie Fargeat.
La pellicola, prima in lingua inglese della regista, rientra nel genere del body horror; segue una celebrità in declino, Elisabeth Sparkle (interpretata da Demi Moore), che, dopo essere stata licenziata dal suo produttore (Dennis Quaid) a causa della sua età, usa una droga del mercato nero che crea una versione più giovane di sé stessa (Margaret Qualley) con effetti collaterali inaspettati.
È il secondo lungometraggio di Fargeat, dopo Revenge del 2017. La sceneggiatura è stata scritta in due anni, e la  troupe di produzione ha coinvolto Francia, Regno Unito e Stati Uniti.
The Substance è stato presentato in anteprima il 19 maggio 2024, in concorso al 77° Festival di Cannes, dove Fargeat ha vinto il premio per la migliore sceneggiatura. Il film è stato distribuito nelle sale britanniche e statunitensi da MUBI il 20 settembre 2024 e in quelle italiane da I Wonder Pictures il 30 ottobre. Ha ricevuto recensioni positive da parte della critica, vincendo anche l'Oscar ai migliori trucco e acconciatura alla 97a edizione degli Academy Awards. L'interpretazione di Moore le è valsa un Golden Globe Award, un Critics' Choice Award e uno Screen Actors Guild Award, oltre a una nomination all'Oscar come migliore attrice.

## Trama
Elisabeth Sparkle è un'attrice Premio Oscar che ha superato l'apice della carriera e conduce da anni un programma di ginnastica aerobica per la tv. Il giorno del suo 50º compleanno, casualmente ascolta una conversazione telefonica di Harvey, il produttore del programma, che ordina il suo licenziamento per rinnovare il palinsesto con una conduttrice più giovane. Umiliata, Elisabeth si mette al volante, ma si distrae guardando degli operai che strappano un poster con la sua foto e finisce per causare un incidente stradale. Viene dimessa dall'ospedale in quanto illesa, ma, anziché essere sollevata per lo scampato pericolo, Elisabeth è avvilita. 
Un infermiere giovane e molto attraente le analizza la colonna vertebrale, dicendole che è "una candidata perfetta" per un non precisato trattamento. Uscita dall'ospedale, Elisabeth si ritrova in tasca una chiave USB con il marchio The Substance. La chiavetta contiene la presentazione di un siero per ringiovanire: in realtà esso non ringiovanisce direttamente la persona, bensì ne genera una versione "più giovane, bella e perfetta". Con questo sistema, l'individuo riprodottosi potrà rivivere la propria giovinezza in prima persona, alternandosi con la sua controparte “matrice”.
Dopo aver a lungo riflettuto, Elisabeth telefona all'azienda per ordinare il prodotto. Le regole del procedimento sono chiare e sono riportate all'interno di una scatola contenente tutto l'occorrente: il siero è inoculabile una sola volta e provoca la generazione di un clone. La "matrice" e il suo clone vivono in simbiosi e dovranno alternarsi ogni sette giorni esatti, durante i quali una delle due deve entrare in una sorta di letargo ed essere alimentata da una flebo settimanale. Nei sette giorni in cui la matrice è in letargo, il clone dovrà estrarre dalla colonna vertebrale della matrice sette campioni di liquido cefalorachidiano, che poi si inietterà giornalmente per rigenerarsi; tale liquido, a sua volta, si riforma nei sette giorni in cui la matrice è sveglia e attiva. 
Una volta ritirata la confezione, Elisabeth si inietta il liquido, dopodiché ha delle violente convulsioni finché, dalla sua colonna vertebrale, si genera una bellissima giovane sui venticinque anni, a cui decide di dare il nome di Sue. Elisabeth rimane in letargo sul pavimento del bagno, mentre Sue estrae dalla sua colonna vertebrale un campione di liquido cefalorachidiano, che poi si inietta per rigenerarsi. Bellissima e giovane, ma con tutta l'esperienza e la preparazione atletica di Elisabeth, Sue si candida per condurre la stessa trasmissione di aerobica e viene assunta immediatamente da Harvey. Una volta sveglia, Elisabeth si emoziona, vedendo la bellezza di Sue addormentata.
Tutto funziona regolarmente per la prima settimana, ma già alla fine della seconda settimana Sue riceve in casa un uomo con il quale vuole passare la notte, quindi estrae un ottavo campione di liquido per aggiungere alcune ore al suo tempo. Il giorno dopo, al risveglio, Elisabeth scopre con orrore che il suo dito indice è invecchiato molto rapidamente. Molto turbata, la donna chiama al telefono i fornitori del prodotto per chiedere spiegazioni, ma essi l'avvertono che ciò che viene preso in più dal clone viene perso dal corpo della matrice. mettendola in guardia, se vuole che la sua nuova vita prosegua senza alcun pericolo, bisogna rispettare l'equilibrio settimanale e di scambiarsi il corpo ogni sette giorni.
Più tardi Elisabeth fa una passeggiata in città e viene pedinata da un uomo anziano. L'uomo è la "matrice" dell'infermiere che le aveva regalato la chiavetta USB e la mette in guardia sul fatto che Sue inizierà presto a rosicchiare via il suo tempo. Nonostante questa prima disavventura la lasci turbata, Elisabeth vuole provare ad avere una sua vita, dunque ritrova il numero di telefono di un suo vecchio compagno di scuola che aveva provato timidamente a corteggiarla. Si decide a fissare un appuntamento con lui, ma all'ultimo momento si vergogna di presentarsi, mortificata dal confronto con l'immagine perfetta della Elisabeth dei tempi d'oro e della Sue di oggi.
Intanto Sue riscuote sempre più successo e riceve la proposta di condurre il prestigioso programma televisivo di Capodanno, oltre a comparire sui più famosi magazine. Per questi motivi si sente in diritto di rimanere attiva oltre il limite stabilito dei sette giorni, per prepararsi a tutti gli eventi commerciali e vivere la sua vita. Così facendo, però, prosciuga la "linfa vitale" di Elisabeth, che vede il suo corpo invecchiare molto più rapidamente del normale. Un braccio, una gamba e metà volto sono notevolmente invecchiati. Elisabeth telefona al numero dell'azienda per protestare contro Sue, ma la voce al telefono le ricorda che la matrice e il suo clone sono una persona sola e non due, e che inoltre non si può restituire la linfa vitale già usata. L'unica alternativa possibile è interrompere il trattamento. Ma l'interruzione del trattamento non ripristinerà le parti del corpo di Elisabeth che sono invecchiate.
Elisabeth è furiosa, ma non trova la forza di fermare tutto, perché dentro di lei prevale il desiderio di sentirsi bella e amata, desiderio appagato proprio attraverso Sue. Da quel momento smette di uscire di casa e passa le giornate davanti al televisore, piena di rancore contro Sue, che insulta mentre guarda il suo spettacolo. Il tutto abbuffandosi di cibo e vandalizzando la sua abitazione. Dal canto suo, a ogni risveglio Sue disprezza gli eccessi della sua "matrice", che ormai lascia chiusa a chiave in un vano per non vederla.
Per tre mesi Sue raccoglie scorte di liquido cefalorachidiano per restare attiva senza interruzione. Vuole mantenersi attiva fino al prestigioso programma di Capodanno, ma le scorte terminano proprio alla vigilia della registrazione. Sue inizia a sentirsi male, telefona all'azienda fornitrice di The Substance e la voce al telefono le spiega che la matrice Elisabeth può rigenerare il liquido solo risvegliandosi. Sue accetta quindi di entrare in letargo e dare il cambio a Elisabeth.
Quest'ultima si risveglia vecchia scheletrica e deforme e finalmente trova la forza di interrompere il trattamento. Telefona di nuovo all'azienda e ordina una siringa per "terminare l'esperienza con The Substance". Raggiunta Sue, le inietta il siero, ma se ne pente subito, smette di somministrare tutta la dose e prova a rianimarla, interrompendo però la loro simbiosi: la giovane si sveglia e per la prima volta Elisabeth e Sue si trovano entrambe sveglie, faccia a faccia. Sue, vedendo la siringa quasi vuota del siero per terminare tutto, diventa furiosa per il tentativo di Elisabeth di eliminarla e la uccide di botte per poi prepararsi per lo spettacolo di Capodanno. Ma poiché la sua matrice è morta, anche lei si sente male e corre a chiudersi in bagno, dove inizia a decomporsi: le cadono i denti davanti, poi le unghie e infine un orecchio.
Cercando disperatamente una soluzione per poter andare in scena, ha l'idea di creare a sua volta una versione migliore di sé. Recupera la boccetta di avvio del trattamento The Substance, ma in tal modo contravviene nuovamente alle regole, perché il siero era infatti utilizzabile solo una volta e sarebbe dovuto essere gettato. Il clone generato dalla nuova partenogenesi è una gigantesca creatura deforme con una testa mostruosa e sulla schiena il viso pietrificato di Elisabeth. Il mostro si trascina sul palco dello studio televisivo, dove inizia a sgretolarsi, scatenando l'orrore del pubblico. Qualcuno preso dal panico la aggredisce, un uomo le taglia la testa e dal taglio escono grossi getti di sangue che inondano il pubblico in modo incontrollato. Mentre la gente fugge terrorizzata, il mostro esce per strada, continuando a decomporsi a ogni passo. L'unica parte che rimane intera è il volto di Elisabeth che striscia sul marciapiedi fino ad arrivare sulla stella della Walk of Fame che le era stata dedicata quando aveva vinto l'Oscar. Improvvisamente, ciò che rimane di Elisabeth ha un momento di estasi, prima di dissolversi in un grumo di sangue.
La mattina dopo, una macchina pulitrice elimina le ultime tracce della diva dalla sua stella.

## Promozione
Il primo teaser trailer del film è stato diffuso l'11 luglio 2024.

## Distribuzione
Il film è stato presentato in anteprima il 19 maggio 2024 in concorso al 77º Festival di Cannes.
È stato distribuito dalla piattaforma di streaming MUBI nelle sale di America Latina, Austria, Benelux, Canada, Germania, Gran Bretagna, India, Irlanda, Stati Uniti d'America e Turchia. Originariamente, il film avrebbe dovuto essere distribuito dalla Universal Pictures, prima che MUBI ne acquistasse i diritti a ridosso dell'anteprima a Cannes.
In Italia il film è stato distribuito da I Wonder Pictures e proiettato in anteprima il 18 ottobre, con l'uscita ufficiale il 30 ottobre 2024.

## Accoglienza

### Incassi
A fronte di un budget di 17,5 milioni di dollari, il film ha incassato 17584795 $ in Nord America e 59732017 $ nel resto del mondo, per un totale di 77316812 $.

### Critica
La pellicola ha ricevuto un'ovazione tra gli 11 e i 13 minuti al termine della sua anteprima al Festival di Cannes, battendo o eguagliando il primato dell'edizione stabilito il giorno prima da Emilia Pérez di Jacques Audiard.
Il film ha ricevuto recensioni positive da parte della critica. Sull'aggregatore di recensioni Rotten Tomatoes ha un indice di gradimento dell'89% basato su 368 recensioni, con un voto medio di 8 su 10. Su Metacritic ottiene un punteggio di 78 su 100 basato su 57 recensioni.
Peter Bradshaw sul Guardian dà al film 4 Stelle su 5 e scrive che il film è una commedia gonzo body horror allegramente sciocca e oltraggiosamente indulgente, priva di sottigliezza, di body positivity o di positività di qualsiasi tipo. Roger Corman l'avrebbe adorato. 
Cahiers du cinéma fa un collegamento tra il film e l'anno 2024 che definisce orribile per la rielezione di Trump sostenuta da Elon Musk. Il collegamento finzione-realtà vale anche per altri film realizzati intorno allo stesso anno quali La zona d'interesse, L'impero. Gli imperialismi politici, scrive Hervé Aubron, si sono rafforzati dando luogo nello stesso tempo a una forma di fragilità e di vulnerabilità. Il gigantismo così come ogni forma di fredda deformazione, non favorisce se non il proprio tracollo. Nel finale di The substance i due stati concorrenti della star dell'aerobica prodotti dal misterioso siero si fondono per dare luogo ad un abbietto blob, un'Elephant woman che porta sulla schiena, come un mantello, il viso atrocemente sorridente di Demi Moore. Jean Marie-Samocki in un altro articolo scrive che nel personaggio interpretato da Demi Moore la trasformazione è presentata come una malattia, una riconfigurazione del corpo, e che soltanto il corpo malato riafferma una vulnerabilità dimenticata.
Teo Youssoufian su CineFacts elogia il film scrivendo che è un'opera pronta per diventare cult, un film esagerato e debordante dove i corpi nudi e il sangue a ettolitri servono come riflessione sulla mostruosità della bellezza a tutti i costi; Carlo Valeri su Sentieri Selvaggi, scrive invece che il film è «un body horror picture show probabilmente destinato a diventare un classico negli anni a venire», valutandolo con 4 stelle su 5. Gabriele Maccauro, per Quarta Parete, scrive che «The Substance è la rivincita del Body Horror, la rivalsa di un genere e di genere, con Demi Moore e Margaret Qualley meravigliose interpreti di quello che, senza troppi dubbi, è l’horror dell’anno».
La regista Coralie Fargeat ha vinto la Palma d'oro del Festival di Cannes per la migliore sceneggiatura, oltre che diverse candidature ad altri premi.
Demi Moore si è aggiudicata il Golden Globe per la migliore attrice in un film commedia o musicale e una candidatura al BAFTA alla migliore attrice protagonista, al Critics' Choice Award alla miglior attrice e allo Screen Actors Guild Award per la migliore attrice cinematografica.

## Riconoscimenti
- 2025 - Premio Oscar
  - Miglior trucco e acconciatura a Pierre-Olivier Persin, Stéphanie Guillon e Marilyne Scarselli
  - Candidatura al miglior film
  - Candidatura alla miglior regista a Coralie Fargeat
  - Candidatura alla miglior attrice a Demi Moore
  - Candidatura alla miglior sceneggiatura originale a Coralie Fargeat
- 2025 - Golden Globe
  - Miglior attrice in un film commedia o musicale a Demi Moore
  - Candidatura al miglior film commedia o musicale
  - Candidatura al miglior regista a Coralie Fargeat
  - Candidatura alla migliore attrice non protagonista a Margaret Qualley
  - Candidatura alla migliore sceneggiatura a Coralie Fargeat
- 2025 - British Academy Film Award
  - Candidatura alla miglior regista a Coralie Fargeat
  - Candidatura alla miglior attrice a Demi Moore
  - Candidatura alla miglior sceneggiatura originale a Coralie Fargeat
  - Candidatura al miglior sonoro a Valérie Deloof, Victor Fleurant, Victor Praud, Stéphane Thiébaut e Emmanuelle Villard
- 2025 - Critics' Choice Award
  - Miglior attrice a Demi Moore
  - Miglior sceneggiatura originale a Coralie Fargeat
  - Candidatura al miglior film
  - Candidatura al miglior regista a Coralie Fargeat
  - Candidatura alla migliore attrice non protagonista a Margaret Qualley
  - Candidatura al miglior trucco e acconciatura a Stéphanie Guillon, Frédérique Arguello e Pierre-Olivier Persin
  - Candidatura ai migliori effetti speciali
- 2024 - AARP Movies for Grownups Award
  - Candidatura alla migliore attrice a Demi Moore
- 2024 - Astra Film Award
  - Miglior film horror o thriller
  - Candidatura al miglior film
  - Candidatura al miglior regista a Coralie Fargeat
  - Candidatura alla migliore attrice a Demi Moore
  - Candidatura alla migliore attrice non protagonista a Margaret Qualley
  - Candidatura alla migliore sceneggiatura originale a Coralie Fargeat
  - Candidatura alla miglior interpretazione in un film horror o thriller a Demi Moore
  - Candidatura alla miglior interpretazione in un film horror o thriller a Margaret Qualley
- 2024 - Astra Creative Arts Award
  - Miglior trucco e acconciatura
  - Candidatura al miglior casting a Laure Cochener e Léa Moszkowicz
- 2024 – Festival di Cannes
  - Prix du scénario a Coralie Fargeat
  - In concorso per la Palma d'oro
- 2024 - Chicago Film Critics Association Award
  - Migliori effetti speciali
  - Candidatura al miglior film
  - Candidatura al miglior regista a Coralie Fargeat
  - Candidatura alla migliore attrice a Demi Moore
  - Candidatura alla migliore attrice non protagonista a Margaret Qualley
  - Candidatura alla migliore sceneggiatura originale a Coralie Fargeat
  - Candidatura alla migliore scenografia a Stanislas Reydellet
- 2024 - European Film Awards
  - Miglior fotografia a Benjamin Kračun
  - Migliori effetti speciali a Bryan Jones, Pierre Procoudine-Gorsky, Chervin Shafaghi e Guillaume Le Gouez
  - Candidatura al miglior film
  - Candidatura alla migliore sceneggiatura a Coralie Fargeat
- 2024 - Gotham Independent Film Award
  - Candidatura alla migliore interpretazione protagonista a Demi Moore
- 2024 - Independent Spirit Award
  - Candidatura al miglior film
  - Candidatura alla migliore interpretazione protagonista a Demi Moore
- 2024 - Las Vegas Film Critics Society Award
  - Candidatura al miglior film horror/di fantascienza
  - Candidatura alla migliore attrice a Demi Moore
  - Candidatura alla migliore attrice non protagonista a Margaret Qualley
- 2024 - Los Angeles Film Critics Society Award 
  - Candidatura alla migliore attrice a Demi Moore
- 2024 - Michigan Movie Critics Guild 
  - Candidatura al miglior film
  - Candidatura al miglior regista a Coralie Fargeat
  - Candidatura alla migliore attrice a Demi Moore
  - Candidatura alla migliore attrice non protagonista a Margaret Qualley
  - Candidatura alla migliore sceneggiatura a Coralie Fargeat
- 2024 - San Diego Film Critics Society Award
  - Candidatura al miglior regista a Coralie Fargeat
  - Candidatura alla migliore attrice a Demi Moore
  - Candidatura alla miglior sceneggiatura originale a Coralie Fargeat
  - Candidatura ai migliori effetti speciali
- 2025 - Saturn Award[17]
  - Migliore attrice in un film a Demi Moore
  - Miglior trucco e acconciatura
  - Candidatura al miglior film indipendente
  - Candidatura alla migliore attrice non protagonista in un film a Margaret Qualley
- 2024 - Seattle Film Critics Society Award
  - Candidatura al miglior film
  - Candidatura al miglior regista a Coralie Fargeat
  - Candidatura alla migliore attrice a Demi Moore
  - Candidatura alla migliore attrice non protagonista a Margaret Qualley
  - Candidatura alla migliore sceneggiatura a Coralie Fargeat
  - Candidatura al miglior montaggio a Coralie Fargeat, Jérôme Eltabet e Valentin Féron
  - Candidatura ai migliori effetti speciali a Bryan Jones e Guillaume Le Gouez
- 2024 - St. Louis Film Critics Association Award
  - Candidatura alla migliore attrice a Demi Moore
  - Candidatura al miglior film horror
  - Candidatura alla migliore scena
- 2024 - Washington DC Area Film Critics Association Award
  - Candidatura alla migliore attrice a Demi Moore
  - Candidatura alla migliore sceneggiatura originale a Coralie Fargeat

## Curiosità
Ray Liotta era stato scelto per il ruolo di Harvey, ma alla sua morte, avvenuta poco prima dell'inizio delle riprese, è stato sostituito da Dennis Quaid.
Sia Demi Moore che Margaret Qualley si sono prestate a delle scene di nudo integrale.